# Manikyathanahalli, Alur
Manikyathanahalli là một làng thuộc tehsil Alur, huyện Hassan, bang Karnataka, Ấn Độ.